# Elie Wiesel
(Elie Wiesel, La notte)
Elie Wiesel, all'anagrafe Eliezer (in yiddish: אלי וויזל Eli Vizel [eˈli ˈvizəl]; Sighetu Marmației, 30 settembre 1928 – New York, 2 luglio 2016), è stato uno scrittore, giornalista, saggista, filosofo, attivista per i diritti umani rumeno naturalizzato statunitense, di origine ebraica e poliglotta, originario della parte rumena del Maramureș e superstite dell'Olocausto.
È stato autore di 57 libri, tra i quali La notte, resoconto autobiografico in cui racconta la sua personale esperienza di prigioniero e superstite nei campi di concentramento di Auschwitz, Buna e Buchenwald. Wiesel è stato anche membro del consiglio consultivo del giornale Algemeiner Journal.
Quando Wiesel fu insignito del premio Nobel per la pace nel 1986, il Comitato Norvegese dei Premi Nobel lo chiamò il “messaggero per l'umanità”, affermando che attraverso la sua lotta per venire a patti con "la sua personale esperienza della totale umiliazione e del disprezzo per l'umanità a cui aveva assistito nei campi di concentramento di Hitler", così come il suo “lavoro pratico per la causa della pace", Wiesel aveva consegnato un potente messaggio di “pace, di espiazione e di dignità umana” alla stessa umanità.

## Biografia

### Infanzia

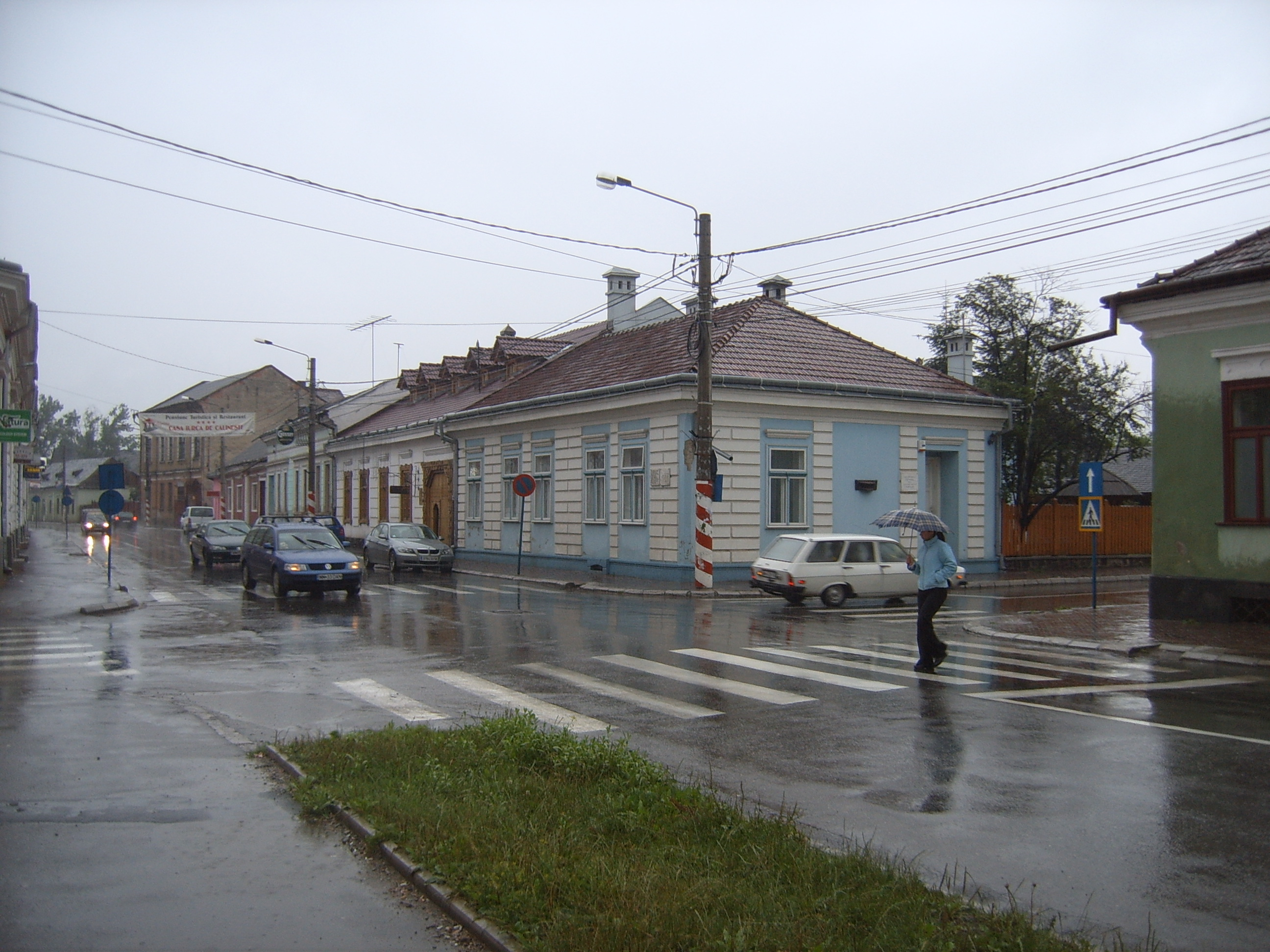
La casa dove è nato Wiesel

Wiesel è nato nella città di Sighetu Marmației, in Romania, sui monti Carpazi. I suoi genitori si chiamavano Sarah Feig e Shlomo Wiesel. Fin da piccolo Wiesel parlava principalmente lo yiddish, ma conosceva altre lingue come tedesco, rumeno e ungherese. Sua madre era la figlia di Dodye Feig, un discendente della dinastia dei Vizhnitz Hasid e agricoltore in un villaggio vicino al luogo di nascita di Elie. Dodye ebbe un ruolo importante all'interno della comunità, e fu incarcerato alcuni mesi per aver aiutato gli ebrei polacchi a scappare.
Il padre di Wiesel, Shlomo, instillò un forte senso di umanità in suo figlio, incoraggiandolo a studiare la lingua ebraica e a leggere la letteratura. Allo stesso modo, sua madre Sarah lo incoraggiò a studiare la Torah. Wiesel disse che suo padre rappresentava la ragione e sua madre la fede. Wiesel aveva tre sorelle, Hilda, Beatrice e Zipporà. Beatrice e Hilda sono sopravvissute alla seconda guerra mondiale e si sono riunite con Wiesel in un orfanotrofio francese e, successivamente, si sono trasferiti negli Stati Uniti d'America. Zipporà, Shlomo e Sarah, invece, non sono sopravvissuti alla Shoah.

### Seconda guerra mondiale

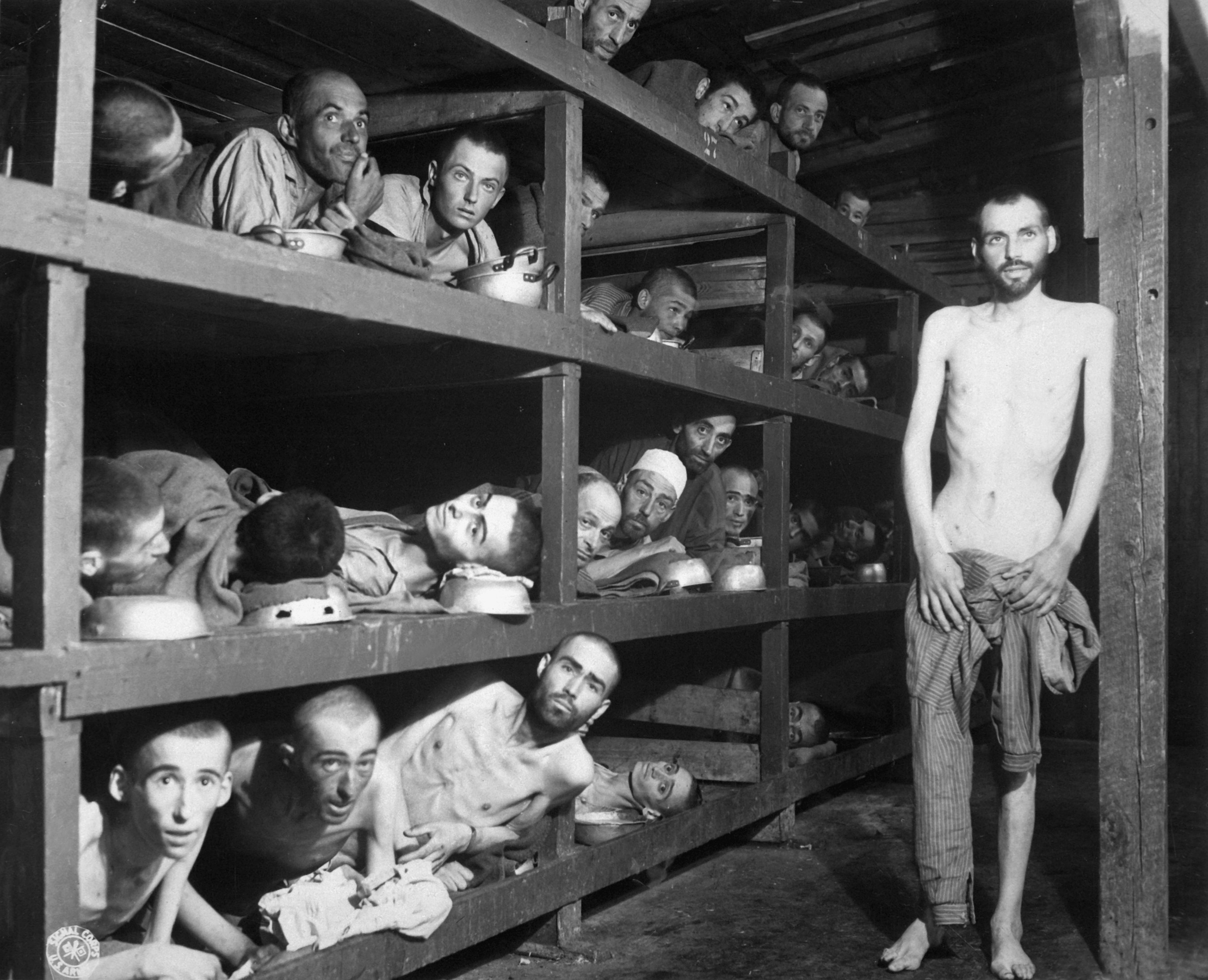
Buchenwald, 1945. Wiesel è nella seconda fila a partire dal basso, il settimo da sinistra.

Nel 1940 il secondo arbitrato di Vienna sancì il passaggio di parte della Transilvania (tra cui Sighetu Marmației) dal Regno di Romania al Regno d'Ungheria.
Nella primavera del 1944 il reggente al trono d'Ungheria Miklós Horthy iniziò segretamente a dialogare con gli Alleati per concordare un'uscita del suo Paese dalla guerra. Informati dai servizi segreti, i tedeschi occuparono militarmente l'Ungheria (Operazione Margarethe) e costrinsero Horthy a nominare alla carica di Primo Ministro il filo-tedesco Döme Sztójay. Questi legalizzò la presenza tedesca in territorio ungherese e approvò una prima serie di leggi razziali.
Wiesel, la sua famiglia ed il resto dei suoi concittadini furono rinchiusi nei due ghetti di Sighet. Wiesel e la sua famiglia vissero nel più grande dei due, in via del Serpente. Il 6 maggio 1944, le autorità ungheresi diedero il permesso all'esercito tedesco di effettuare la deportazione degli ebrei dei ghetti di Sighet ad Auschwitz-Birkenau.
Così Wiesel descrisse, ne La notte, il tragico arrivo al campo di sterminio Auschwitz II - Birkenau:
(Elie Wiesel, La notte)
Ad Auschwitz il numero di Wiesel, tatuato sul suo braccio sinistro, fu “A-7713”.
Wiesel fu separato da sua madre e dalle sue sorelle Hilda, Beatrice e Zipporà. La madre e la sorella Zipporà furono presumibilmente uccise nelle camera a gas poco dopo il loro arrivo al campo. Wiesel e suo padre furono inizialmente trattenuti per un mese nel campo di concentramento Auschwitz I, per poi essere trasferiti nel campo di lavoro Auschwitz III - Monowitz. Egli riuscì a rimanere con il padre per più di otto mesi, durante i quali entrambi furono costretti a lavorare in condizioni spaventose e a spostarsi in tre diversi campi di concentramento nei giorni della fine della guerra. Vista l'avanzata dell'Armata Rossa in territorio polacco, i due furono infine trasferiti nel campo di concentramento di Buchenwald.
Il 29 gennaio 1945, solo poche settimane dopo il trasferimento a Buchenwald, il padre di Wiesel fu picchiato dai nazisti, mentre stava soffrendo per la dissenteria, la fame e la stanchezza. Fu anche picchiato da altri detenuti, che intendevano appropriarsi del suo cibo. A Buchenwald Schlomo morì poi di inedia e malattia solo poche settimane prima che il campo fosse liberato dall'esercito americano, l'11 aprile.

### Il dopoguerra
Dopo la seconda guerra mondiale, Wiesel iniziò a insegnare l'ebraico e lavorò come direttore d'orchestra prima di diventare un giornalista professionista. Studiò il francese, che diventò la lingua che lui utilizzò più frequentemente nei suoi scritti. Scrisse per giornali israeliani e francesi, incluso Tsien in Kamf (in yiddish). Nel 1948 Wiesel collaborò con il gruppo paramilitare Irgun, traducendo articoli dall'ebraico allo yiddish per le sue riviste e nel 1949 si trasferì in Israele come corrispondente per il giornale francese L'arche. Egli fu successivamente assunto come corrispondente di Parigi per il quotidiano israeliano Yedioth Ahronoth, per poi continuare il lavoro di corrispondente da diversi paesi.
Per dieci anni dopo la fine della guerra Wiesel si rifiutò di scrivere o discutere della propria esperienza durante l'Olocausto. Così come molti sopravvissuti, Wiesel non riusciva a trovare le parole per descrivere la sua esperienza. Comunque l'incontro con François Mauriac, il Premio Nobel per la letteratura del 1952, il quale divenne un amico intimo di Wiesel, lo persuase a scriverne.
Il primo scritto di Wiesel furono le 900 pagine di memorie Un di velt hot geshvign (E il mondo rimane in silenzio) in yiddish, il quale fu pubblicato in anteprima a Buenos Aires. Wiesel riscrisse una versione più corta del manoscritto, in francese, pubblicato nelle 127 pagine di La nuit, e successivamente tradotto in inglese come Night. Anche con il supporto di Mauriac, Wiesel fece fatica a trovare un editore per il suo libro che inizialmente vendette poche copie.
Nel 1960 Arthur Wang di Hill & Wang accettò di pagargli un anticipo di $100 per pubblicare il libro in America, nel settembre dello stesso anno. L'agente del libro fu Georges Borchardt, il quale aveva appena iniziato la sua carriera. Borchardt è stato l'agente letterario di Wiesel fino alla sua morte. Del libro vennero vendute 1 046 copie nei 18 mesi successivi, le quali attirarono l'interesse dei revisori e portarono a molte interviste televisive con Wiesel e ad incontri con figure letterarie come Saul Bellow.
Wiesel disse in un'intervista: “La traduzione in inglese venne fatta nel 1960 e furono subito stampate 3000 copie. E ci impiegammo tre anni per venderle. Adesso ricevo 100 lettere al mese dai bambini che mi parlano del libro. E ci sono milioni e milioni di copie che vengono stampate”. Il libro e l'opera teatrale del 1979 Il processo di Dio si dice siano basati sulla reale esperienza di Wiesel nel campo di Auschwitz e raccontano di tre ebrei che, vicini alla morte, processano Dio accusandolo di aver oppresso il popolo ebraico.
Il regista Orson Welles chiese a Wiesel di girare un film tratto dal suo libro La notte. Wiesel rifiutò, dicendo che le sue memorie non sarebbero state le stesse se tradotte in un film.
La notte è stato tradotto in 30 lingue diverse. Nel 1997 se ne vendevano 300 000 copie all'anno solo negli Stati Uniti. Nel marzo 2006, ne erano state vendute circa sei milioni di copie negli USA. Il 16 gennaio 2006 Oprah Winfrey lo selezionò per il suo club del libro. Ne furono fatte un milione di ristampe e vennero inoltre stampate 150 000 copie con la copertina rigida che portavano il logo del “Club del libro di Oprah”, con una nuova traduzione della moglie di Wiesel e con una prefazione scritta da Wiesel stesso. Il 13 febbraio 2006 La notte fu il numero uno nella classifica del New York Times dei libri non fiction più venduti.

### Emigrazione negli Stati Uniti

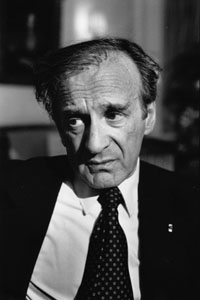
Wiesel nel 1987

Nel 1955 Wiesel si trasferì a New York, dopo aver ricevuto la cittadinanza statunitense. Negli USA Wiesel scrisse più di 40 libri e vinse alcuni premi letterari. L'opera di Wiesel è considerata la più importante nella letteratura che parla dell'Olocausto. Fu premiato con il premio Nobel per la pace nel 1986 per aver parlato delle violenza, delle repressioni e del razzismo; ha ricevuto altri premi per il suo lavoro, come ad esempio la medaglia d'oro del congresso nel 1985 e la medaglia presidenziale per la libertà.
Wiesel pubblicò due volumi delle sue memorie, il primo nel 1994 e il secondo nel 1999.
Wiesel e sua moglie, Marion, hanno fondato la Elie Wiesel Foundation for Humanity. Ha partecipato in qualità di presidente alla Commissione Presidenziale sull'Olocausto dal 1968 al 1986, seguendo la fase di costruzione del Museo sulla memoria dell'Olocausto degli Stati Uniti a Washington. Dal 1972 al 1976, Wiesel ha insegnato nella City University di New York ed è stato un membro della Federazione Americana degli Insegnanti. Inoltre era un componente della commissione creata dal governo rumeno per la ricerca e trascrizione della vera storia dell'Olocausto in Romania e del coinvolgimento del regime rumeno nelle atrocità commesse contro gli ebrei ed altri gruppi etnici.
Wiesel divenne quindi un oratore popolare sul tema della Shoah. Come attivista politico, egli ha sostenuto molte cause, tra cui quella di Israele, la condizione degli Ebrei russi e degli Ebrei etiopi, delle vittime dell'apartheid in Sudafrica, dei desaparecidos in Argentina, dei bosniaci vittime di genocidio nella ex Jugoslavia. Si ritirò dal suo ruolo di presidente della Conferenza internazionale sulla Shoah e sul Genocidio, e fece interrompere la conferenza, in seguito alla obiezione di Israele all'inclusione di sessioni sul genocidio armeno.
Il 27 marzo 2001 si è presentato all'università della Florida per l'evento chiamato “Jewish Awareness Month”. Infine, nel 2002, ha inaugurato la Elie Wiesel Memorial House a Sighet, nella casa in cui ha vissuto la sua infanzia.

### Ultimi anni

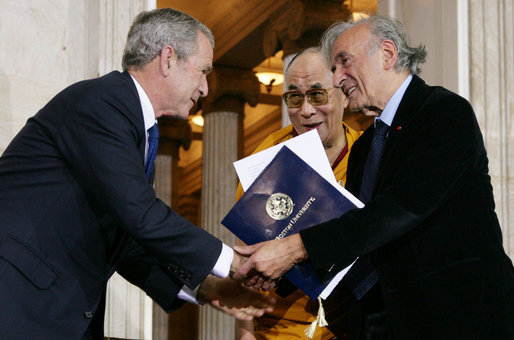
George W. Bush assieme al Dalai Lama e Wiesel il 17 ottobre 2007, durante una cerimonia alla Casa Bianca

Nei primi mesi del 2006, Wiesel è andato a visitare Auschwitz insieme a Oprah Winfrey, viaggio che è stato registrato e mandato in onda il 24 marzo 2006 nella trasmissione della famosa presentatrice americana. Durante il 2007 gli fu offerta la nomina da candidato come Presidente di Israele, ma egli rifiutò sostenendo di "non essere interessato". Shimon Peres fu scelto come candidato (e successivamente eletto presidente).
Nel dicembre del 2008, Wiesel e sua moglie persero tutti i loro risparmi e la loro fondazione perse quasi tutti i suoi beni a causa di Bernard Madoff, che venne successivamente definito da Wiesel come uno psicopatico. Nel 2009 ha criticato il Vaticano per la revoca della scomunica del vescovo Richard Williamson, un membro della società di San Pio X. Il 5 giugno 2009 Wiesel era presente all'incontro tra il Presidente degli Stati Uniti Barack Obama e la cancelliera tedesca Angela Merkel.
Nell'estate del 2012 protestò contro il silenzio su alcuni crimini avvenuti in Ungheria durante l'Olocausto. Successivamente, scrisse una lettera a László Kövér, un esponente del parlamento ungherese, in cui lo criticava per la sua partecipazione alla cerimonia che celebrava József Nyírő, un membro del parlamento fascista ungherese durante la seconda guerra mondiale. Durante il breve dominio del Partito delle Croci Frecciate in Ungheria 10-15.000 ebrei furono assassinati e altri 80.000, incluse molte donne, bambini e anziani, furono deportati dal loro paese verso il campo di concentramento di Auschwitz.
Kövér, nella sua lettera di risposta a Wiesel, ha dichiarato che la Commissione Alleata di Controllo ne aveva determinato la non colpevolezza nel 1945 e nel 1947, rifiutando di estradare Nyiro.

#### Attentato alla vita di Wiesel

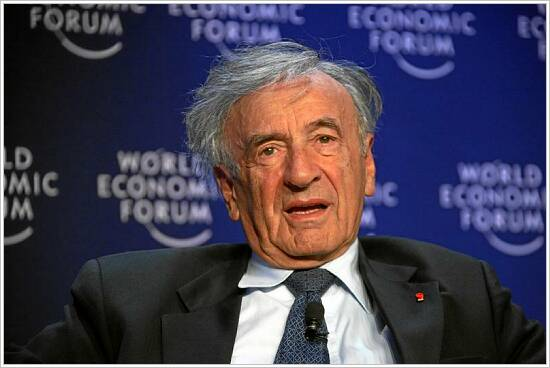
Wiesel al World Economic Forum del 2008

Il 1º febbraio 2007 Wiesel fu aggredito in un hotel di San Francisco da un negazionista ventiduenne, Eric Hunt, il quale tentò di portare Wiesel in una stanza. Wiesel non fu ferito e Hunt fuggì. Più tardi Hunt si vantò del suo gesto su un sito web antisemita. Circa un mese dopo egli fu arrestato con diverse accuse. Hunt fu condannato il 21 luglio 2008 a due anni di galera, ma fu rilasciato per la buona condotta; fu rilasciato in libertà vigilata e gli fu ordinato di sottoporsi ad un trattamento psicologico.
Hunt era imputato per tre reati, ma le accuse vennero respinte perché la corte sostenne che Hunt era temporaneamente incapace di intendere. Il procuratore distrettuale Kamala Harris disse: “I criminali motivati ad odiare commettono il più riprovevole dei reati… questo imputato è stato chiamato a rispondere di un attacco ingiustificato ad un uomo che ha dedicato la sua vita alla pace”. Nel corso dell'udienza Hunt si scusò e insistette sul fatto che egli non aveva mai negato l'Olocausto. Continuò comunque per alcuni anni a mantenere un blog in cui scriveva articoli antisemiti e negazionisti.

#### La morte
Dopo decenni trascorsi a raccontare il proprio passato per insegnare, soprattutto ai giovani, in università, conferenze e forum di tutto il mondo, il valore del coraggio, della pace e della memoria contro gli orrori dell'Olocausto, Elie Wiesel è morto sabato 2 luglio 2016 a New York, nel suo appartamento di Manhattan, all'età di 87 anni. Wiesel è stato sepolto nel cimitero Sharon Gardens di Valhalla, New York.

## Altre battaglie

### Intervento contro il battesimo sugli Ebrei
Il 13 febbraio 2012 il giornale Salt Lake City Tribune annunciò che la Chiesa mormone aveva eseguito un battesimo postumo ai genitori di Simon Wiesenthal. Il giorno seguente l'Huffington Post annunciò che il nome di Wiesel era stato inserito nel database genealogico della Chiesa mormone per attuare su di lui il battesimo una volta morto. Il giorno seguente l'Huffington Post indicò Wiesel come promotore per parlare contro la pratica del battesimo mormone agli ebrei e chiamò il candidato Presidente degli Stati Uniti Mitt Romney, seguace della Chiesa mormone, per annunciarlo.
In un'intervista del 15 febbraio 2012 con Lawrence O'Donnell, Wiesel la chiamò “pratica bizzarra” e disse: “Io sono un ebreo. Nato ebreo. Ho vissuto come un ebreo. Ho provato a scrivere riguardo alle condizioni degli ebrei... [e] delle condizioni umane in tutto il mondo, e loro vogliono fare questo a me?”. Egli ripeté che aveva lavorato per due anni con Bobby Adams e il sopravvissuto all'Olocausto Ernest Michel per raggiungere un accordo con la Chiesa mormone riguardo alle pratiche di battesimo alle vittime dell'Olocausto, e la chiesa si scusò con lui per telefono per aver inserito il suo nome e quello della sua famiglia nel database, e rispose che avrebbe bloccato il postumo battesimo dell'ex Primo Ministro israeliano Golda Meir.

### Controversie tra la storia e la religione per Gerusalemme
Il 18 aprile 2010 sul New York Times e il 16 aprile su altri giornali, Wiesel scrisse una pagina nella quale illustrava il legame del popolo ebraico con la città di Gerusalemme, rigettando la pretesa di Obama verso il governo israeliano di bloccare la costruzione di nuovi appartamenti nei quartieri orientali della città. Disse: “per me, come ebreo quale sono, Gerusalemme è al di sopra della politica. È menzionata più di seicento volte nelle Scritture – e non una singola volta nel Corano”.
Tre settimane dopo, il 4 maggio 2010 Wiesel incontrò il Presidente Barack Obama alla Casa Bianca per discutere delle relazioni di pace in Medio Oriente. Successivamente Wiesel disse: “il Presidente è convinto che il processo di pace debba continuare. E ovviamente siamo stati d'accordo. Non vi è alcun sostituto per la pace tra le nazioni. Ogni parte deve capire che non c'è una giustizia assoluta nel mondo, né una pace assoluta. Ciascuna parte deve comprendere il bisogno di rispetto dell'altra”. Wiesel fu criticato da Yossi Sarid, il quale lo accusò di non essere a contatto con la reale vita della Città Santa.
Wiesel fu criticato anche dall'ex professore e politico dell'Università DePaul Norman Finkelstein nel suo libro L'industria dell'Olocausto. Lo sfruttamento della sofferenza degli ebrei, nel quale accusò Wiesel di promuovere “un'unica dottrina”, secondo cui l'Olocausto rappresenterebbe il male fondamentale, non paragonabile ad altri genocidi. Secondo Finkelstein, Wiesel avrebbe dato poca importanza agli altri genocidi e, così facendo, vanificato gli sforzi di sensibilizzazione sul tema del genocidio dei rom e sinti, anche loro uccisi dai nazisti durante la guerra.

## Opere tradotte in italiano
- La Nuit (1958), La notte, prefazione di François Mauriac, trad. Daniel Vogelmann, Firenze, Giuntina, 1980.
- L'Aube (1960), L'alba, trad. Emanuela Fubini, Parma, Guanda, 1996, ISBN 88-7746-948-X.
- Le Jour (1961), Il giorno, trad. Emanuela Fubini, Parma, Guanda, 1999, ISBN 88-7746-956-0.
- La Ville de la chance (1962), La città della fortuna, trad. Vanna Lucattini Vogelmann, Firenze, Giuntina, 1990, ISBN 88-85943-51-9.
- Les Portes de la fôret (1964), Le porte della foresta, trad. Laura Frausin Guarino, Milano, Longanesi, 1989; Milano, TEA, 1994, ISBN 88-304-0881-6.
- Le chant des morts (1966), L'ebreo errante, trad. Daniel Vogelmann, Firenze, Giuntina, 1983,  p. 182, ISBN 88-85943-01-2.
- Les Juifs du silence: temoignage (1966), Gli ebrei del silenzio: testimonianza, Milano, Spirali, 1985,  p. 128, ISBN 88-7770-153-6.
- Le Mendiant de Jérusalem (1968), Il mendicante di Gerusalemme, trad. Francesca Cosi e Alessandra Repossi, Milano, Edizioni Terra Santa, 2015, ISBN 978-88-6240-314-6.
- Entre deux soleils (1970), Al sorgere delle stelle: testi, trad. e presentazione di Piero Stefani, Casale Monferrato, Marietti, 1985,  p. 163, ISBN 88-211-8355-6.
- Célébration hassidique. Portraits et légendés (1972), traduzione di Aldo Miani, Celebrazione hassidica. Ritratti e leggende, Milano, Spirali, 1987, ISBN 88-7770-239-7.
- Célébration biblique (1975), Personaggi biblici attraverso il Midrash, Assisi, Cittadella, 1978; trad. Valeria Bajo, Firenze, Giuntina, 2007.
- Un Juif aujourd'hui (1977), Un ebreo oggi: racconti, saggi, dialoghi, trad. Luisito Bianchi, Brescia, Morcelliana, 1985,  p. 282, ISBN 88-372-1267-4.
- Le Procès de Shamgorod tel qu'il se deroulà le 25 fevrier 1649 (1979), Il processo di Shamgorod (così come si svolse il 25 febbraio 1649), trad. Daniel Vogelmann, Firenze, Giuntina, 1982,  p. 104, ISBN 88-85943-03-9.
- Le Testament d'un poète juif assassiné (1980), Il testamento di un poeta ebreo assassinato, trad. Daniel Vogelmann, Firenze, Giuntina, 1981,  p. 307, ISBN 88-85943-05-5.
- Contre la mélancolie. Célébration hassidique II (1981), Contro la malinconia. Celebrazione hassidica II, trad. Osvaldo Miano e Anna Zanon, Milano, Spirali, 1989,  p. 221, ISBN 88-7770-152-8.
- Five Biblical Portraits (1981), Cinque figure bibliche, trad. Daniel Vogelmann, Firenze, Giuntina, 1988, ISBN 88-85943-40-3.
- Paroles d'étranger: textes, contes et dialogues (1982), Parole di straniero, trad. Osvaldo Miani, Milano, Spirali, 1986, ISBN 88-7770-188-9.
- The Golem (1983), Il Golem. Storia di una leggenda, trad. Daniel Vogelmann, illustrazioni di Mark Podwal, Firenze, Giuntina, 1986, ISBN 88-85943-26-8.
- Le cinquième fils (1983), Il quinto figlio, trad. Daniel Vogelmann, Firenze, Giuntina, 1988,  p. 176, ISBN 88-85943-12-8.
- Signes d'exode: essais, histoires, dialogues (1985), Credere o non credere, trad. Daniel Vogelmann, Firenze, Giuntina, 1986, ISBN 88-85943-29-2.
- (con Josy Eisenberg) Job, ou Dieu dans la tempête (1986), Giobbe o Dio nella tempesta, trad. Chiara Pagani, Torino, SEI, 1989, ISBN 88-05-05063-6.
- L'Oublié (1989), traduzione di Fabrizio Ascari, Milano, Bompiani, 1991, ISBN 88-452-1815-5.
- Célébration talmudique (1991), Celebrazione talmudica. Racconti e leggende, trad. Rossella Albano, Milano, Lulav, 2002, ISBN 88-87848-30-0.
- Tous les fleuves vont à la mer... (1994), Tutti i fiumi vanno al mare: memorie, trad. Vincenzo Accame e Leonella Prato Caruso, Milano, Bompiani, 1996, ISBN 88-452-2939-4.
- (con François Mitterrand) Mèmoire a deux voix (1995), Memoriale a due voci, trad. Alessio Catania, collana: Dibattiti; tit. orig.:, Milano, Bompiani, 1996, ISBN 88-452-2809-6.
- (con Jorge Semprún) Se taire est impossible (1995), Tacere è impossibile: dialogo sull'Olocausto, trad. Riccardo Mainardi, Parma, Guanda, 1996, ISBN 88-7746-907-2.
- ... et la mer n'est pas remplie (1996), ... e il mare non si riempie mai. Memorie II, trad. Nicola Jacchia, Milano, Bompiani, 1998, ISBN 88-452-3852-0.
- (con Michaël de Saint Cheron) Le mal et l'éxil: dis ans après (1999), Il male e l'esilio: dieci anni dopo (intervista), trad. Idolina Landolfi, Milano, Baldini e Castoldi, 2001, ISBN 88-8089-704-7.
- Le roi Salomon et sa bague magique (1999), Re Salomone e l'anello magico, trad. S.Z. dalla versione inglese, illustrazioni di Mark Podwal, Milano, Gribaudi, 2002, ISBN 88-7152-694-5.
- Sei riflessioni sul Talmud, traduzione di Valentina Pisanty, Cristina Demaria e Ifat Nesher, con una nota di Ugo Volli e introduzione di Umberto Eco (lezioni pronunciate fra gennaio e febbraio 2000 presso la Scuola Superiore di Studi Umanistici dell'Università di Bologna), Milano, Bompiani, 2000,  p. 167, ISBN 88-452-4515-2.
- Les Temps des déracinés (2003), Dopo la notte, trad. Piero Pagliano, Milano, Garzanti, 2004, ISBN 978-88-11-68050-5.
- Wise Men and Their Tales (2003), Le storie dei saggi. I maestri della Bibbia, del Talmud e del chassidismo, trad. Livia Cassai, Milano, Garzanti, 2006, ISBN 88-11-74045-2.
- Un désir fou de danser (2006), La danza della memoria, trad. Giulio Lupieri, Milano, Garzanti, ISBN 978-88-11-66596-0.
- Le cas Sonderberg (2008), Le due facce dell'innocente, trad. Giulio Lupieri, Milano, Garzanti, 2013, ISBN 978-88-11-68384-1.
- Rashi (2009), Rashi. Il grande commentatore, trad. Rosanella Volponi, Firenze, Giuntina, 2012, ISBN 978-88-8057-436-1.
- Cœur ouvert (2011), A cuore aperto, trad. Fabrizio Ascari, Milano, Bompiani, 2013, ISBN 978-88-452-7099-4.